# Caridina zeylanica
Caridina zeylanica is een garnalensoort uit de familie van de Atyidae. De wetenschappelijke naam van de soort is voor het eerst geldig gepubliceerd in 1962 door Arudpragasam & Costa.